# XChat
XChat — кроссплатформенный IRC‐клиент. Также иногда пишут X-Chat или xchat. Переведён на множество языков, среди которых имеется и русский. Существуют консольная и GTK версии X-Chat. Поддерживается параллельная работа с несколькими серверами.

## Закрытие кода для Windows
23 августа 2004 года, Peter Zelezny заявил, что, в связи с трудоёмким процессом сборки клиента под Microsoft Windows, соответствующая версия программы становится shareware с тестовым периодом в 30 дней. Исходный код версии для Windows выпущен не был, что вызвало обвинения автора в нарушении прав других авторов кода, использовавшегося в XChat. Разработчик написал, что считает, что может использовать сторонний код, авторы которого сразу не указали лицензию, когда они его прислали. Он предложил удалить код несогласных авторов, и переписать такие функции самостоятельно, выпустив их под GPL в свободной версии программы.
Исходный код для других платформ и RPM‐пакет для Fedora остаются свободными, как и сторонние сборки для различных операционных систем, включая Windows.